# شبدر برگ‌باریک
شبدر برگ‌باریک (نام علمی: Trifolium angustifolium) نام یک گونه از سرده شبدر است.